# 吳靜芳
吳靜芳（1966年—），臺灣嘉義人，紙雕師、紙藝師，其作品曾由國家文化藝術基金會主辦「吳靜芳全省紙雕巡迴展」展出，更曾在紐約、華盛頓、東京、慕尼黑、香港、澳門、以及中南美洲、以色列等多地展出。吳靜芳著有6本紙雕作品集、兩本兒童繪本、一本插畫書。

## 生平
吳靜芳曾任職卡通公司動畫員、兒童出版社文字編輯，直到1991年才開始專注於紙雕創作。

## 展覽[4]
- 1996年，日本紙藝協會邀請展
- 1997年，香港《荃灣藝術節》邀請展
- 1998年，《全省紙雕巡迴個展》，由國家文化藝術基金會主辦
- 1998年，德國慕尼黑國際紙藝展
- 1999年，紐約中華新聞文化中心《台灣紙藝特展》，由文建會主辦
- 2000年，中南美洲《中華民國紙雕藝術巡迴展》
- 2001年，美國華盛頓及雙橡園展出
- 2002年，《總統府藝廊》、《行政院藝廊》邀請展
- 2007年，台北《國際紙藝大展》邀請展
- 2007年，國立傳統藝術中心《2007-台灣紙藝大展』邀請展
- 2008年，高雄歷史博物館個展《吳靜芳的紙雕世界＿＿靜謐時光》
- 2009年，策展總爺紙藝術季《一紙一世界》[5]
- 2010年，清明上河圖紙雕作品[6]
- 2016年，似水流年——吳靜芳紙雕創作二十五年展
- 2018年，這夏聽她說-她有畫要說 [7][8]

## 相關網站
公視中晝新聞－一張紙的幸福 吳靜芳悠遊紙雕天地 

公視晚間新聞(紙雕藝術極致 清明上河圖變立體)

讓單純的夢想發光　吳靜芳「似水流年」紙雕展（页面存档备份，存于） 

## 資料來源
1. ↑  .   [2017-12-15]. （原始内容存档于2017-11-07）.
2. ↑  .   [2017-11-07]. （原始内容存档于2017-11-07）.
3. ↑  .   [2017-11-08]. （原始内容存档于2017-11-08）.
4. ↑  .   [2022-04-28]. （原始内容存档于2020-10-29）.
5. ↑  吳靜芳團隊紙雕老台灣
6. ↑  .   [2022-04-28]. （原始内容存档于2022-04-28）.
7. ↑  .   [2022-04-28]. （原始内容存档于2022-04-28）.
8. ↑  .   [2022-04-28]. （原始内容存档于2022-04-28）.